# Morti il 28 febbraio

## V secolo(1)
- 463 - Romano di Condat, abate (n. 390)

## VII secolo(1)
- 628 - Cosroe II, sovrano sasanide

## X secolo(2)
- 911 - Abū ʿAbd Allāh al-Shīʿī, arabo
- 920 - Gabriele di Alessandria, arcivescovo cristiano orientale egiziano

## XII secolo(3)
- 1103 - Enrico I di Tubinga, nobile tedesco
- 1105 - Raimondo IV di Tolosa, cavaliere medievale francese
- 1141 - Elena di Borgogna, contessa (n. 1080)

## XIII secolo(3)
- 1249 - Principe Dōjonyūdō, poeta giapponese (n. 1196)
- 1261 - Enrico III di Brabante, duca
- 1294 - Sibilla de Baugé, nobile (n. 1255)

## XIV secolo(4)
- 1326 - Leopoldo I d'Asburgo, duca (n. 1290)
- 1329 - Oscin di Corico
- 1359 - Eufemia d'Aragona, principessa italiana (n. 1330)
- 1399 - Margherita Malatesta, nobile italiana (n. 1370)

## XV secolo(2)
- 1441 - Guglielmo Cavalcabò, condottiero italiano
- 1467 - Pietro Raimondo Zacosta, spagnolo

## XVI secolo(13)
- 1508 - Filippo del Palatinato, nobile (n. 1448)
- 1510 - Juan de la Cosa, navigatore spagnolo
- 1525 - Cuauhtémoc, sovrano azteco (n. 1496)
- 1535 - Wolter von Plettenberg, tedesco
- 1544 - Francesco Maria Molza, umanista e poeta italiano (n. 1489)
- 1547 - Filippina di Gheldria, nobile francese (n. 1467)
- 1551 - Martin Bucer, teologo tedesco (n. 1491)
- 1557 - Luigi Antonio Zompa, grammatico e latinista italiano (n. 1496)
- 1572 - Caterina d'Austria, nobile (n. 1533)
- 1572 - Udai Singh II, indiano (n. 1522)
- 1572 - Aegidius Tschudi, storico, cartografo e politico svizzero (n. 1505)
- 1578 - Nicola di Pskov, religioso e santo russo
- 1581 - Kyōgoku Takayoshi, militare giapponese (n. 1508)

## XVII secolo(19)
- 1607 - Rusu Masakege, militare giapponese (n. 1549)
- 1613 - Lupercio Leonardo de Argensola, poeta, drammaturgo e storico spagnolo (n. 1559)
- 1616 - Mikołaj Krzysztof Radziwiłł, nobile polacco (n. 1549)
- 1617 - Andrea Mainardi, pittore italiano
- 1621 - Cosimo II de' Medici, sovrano italiano (n. 1590)
- 1626 - Sulaiman Shah II di Kedah, sultano malese
- 1648 - Cristiano IV di Danimarca, re (n. 1577)
- 1649 - John Elphinstone, II Lord di Balmerino, nobile scozzese
- 1652 - Carlo III Borromeo, nobile e mecenate italiano (n. 1586)
- 1652 - Elena Cassandra Tarabotti, religiosa e scrittrice italiana (n. 1604)
- 1658 - Kaya Sultan, principessa ottomana
- 1659 - Jean Morin, religioso, teologo e predicatore francese (n. 1591)
- 1665 - Luigi di Nassau-Beverweerd, militare olandese (n. 1602)
- 1671 - Filippo della Santissima Trinità, teologo e presbitero francese (n. 1603)
- 1672 - Cristiano di Legnica-Brieg, nobile polacco (n. 1618)
- 1683 - Giuseppe Antonio Rabatta, vescovo cattolico italiano
- 1687 - Ermeni Suleyman Pascià, politico ottomano (n. 1607)
- 1688 - Johann Sigismund Elsholtz, medico e naturalista tedesco (n. 1623)
- 1698 - Nicolò Minato, poeta, librettista e impresario teatrale italiano

## XVIII secolo(17)
- 1719 - Boris Petrovič Šeremetev, generale russo (n. 1652)
- 1722 - William Kerr, II marchese di Lothian, nobile e ufficiale scozzese (n. 1661)
- 1728 - Ogyū Sorai, filosofo giapponese (n. 1666)
- 1729 - Giacomo Parravicino, pittore italiano (n. 1660)
- 1730 - Benedetto Landriani, presbitero italiano (n. 1650)
- 1730 - Michelangelo Tamburini, gesuita italiano (n. 1648)
- 1742 - Willem 's Gravesande, filosofo, fisico e matematico olandese (n. 1688)
- 1751 - Kyranna di Salonicco, santa greca (n. 1731)
- 1756 - Giuseppe Volpi, nobile e letterato italiano (n. 1680)
- 1758 - Francesco Maria Raineri, pittore italiano (n. 1676)
- 1769 - Antoine Ferrein, medico e anatomista francese (n. 1693)
- 1771 - Robert Benet de Montcarville, matematico francese (n. 1698)
- 1775 - Xiao Yi Chun, imperatrice cinese (n. 1727)
- 1785 - John Elphinstone, ammiraglio inglese (n. 1722)
- 1787 - Ulrica Federica Guglielmina d'Assia-Kassel, nobildonna tedesca (n. 1722)
- 1790 - Nicolas-Denis Derome, artigiano francese (n. 1731)
- 1800 - Lodovico Bò, architetto italiano (n. 1721)

## XIX secolo(55)
- 1809 - Karl Johann Pfefferkorn von Ottenbach, militare austriaco (n. 1725)
- 1810 - Jacques-André Naigeon, letterato, enciclopedista e editore francese (n. 1738)
- 1812 - Federico Antonio di Hohenzollern-Hechingen, generale e nobile tedesco (n. 1726)
- 1812 - Hugo Kołłątaj, politico, scrittore e filosofo polacco (n. 1750)
- 1817 - Pietro Carlo Guglielmi, compositore italiano (n. 1772)
- 1818 - Anne Vallayer-Coster, pittrice francese (n. 1744)
- 1820 - Simon Charles Miger, incisore francese (n. 1736)
- 1820 - Johann Christian Rosenmüller, anatomista tedesco (n. 1771)
- 1828 - Johann Gottfried Klinsky, architetto e scultore tedesco (n. 1765)
- 1829 - Girolamo Bardi, scienziato e pedagogista italiano (n. 1777)
- 1831 - Vladimir Grigor'evič Orlov, generale russo (n. 1743)
- 1832 - Luigi Chiarini, presbitero e orientalista italiano (n. 1789)
- 1833 - Nicolás Herrera, politico e giurista uruguaiano (n. 1775)
- 1834 - Joseph Aibl, editore musicale e litografo tedesco (n. 1802)
- 1836 - Friedrich August Grotefend, filologo classico, latinista e grammatico tedesco (n. 1798)
- 1836 - Richard Hurrell Froude, presbitero inglese (n. 1803)
- 1838 - Charles Thévenin, pittore francese (n. 1764)
- 1844 - Thomas Walker Gilmer, politico e statistico statunitense (n. 1802)
- 1844 - Francesco Pozzi, scultore italiano (n. 1790)
- 1844 - Abel Parker Upshur, politico statunitense (n. 1790)
- 1849 - Regina Josepha von Siebold, medica tedesca (n. 1771)
- 1853 - Antonio Giuseppe Gattino, politico italiano (n. 1802)
- 1854 - Simón Rodríguez, pedagogista, filosofo e insegnante venezuelano (n. 1769)
- 1855 - Pëtr Ivanovič Rikord, ammiraglio russo (n. 1776)
- 1857 - André Dumont, geologo, mineralogista e paleontologo belga (n. 1809)
- 1858 - Beda Weber, scrittore tedesco (n. 1798)
- 1863 - Pietro Carlo Maria Vial de Maton, generale francese (n. 1777)
- 1863 - Vittorio della Rovere, fotografo e gesuita italiano (n. 1811)
- 1866 - Henryk Rzewuski, romanziere e giornalista polacco (n. 1791)
- 1867 - Jacques Raymond Brascassat, pittore francese (n. 1804)
- 1869 - Alphonse de Lamartine, poeta, scrittore e storico francese (n. 1790)
- 1872 - Luigi Gusmaroli, patriota e religioso italiano (n. 1811)
- 1874 - Pauline de Witt, storica francese (n. 1831)
- 1875 - Jean Claude Colin, religioso francese (n. 1790)
- 1875 - Hans Heinrich Hürlimann, imprenditore e politico svizzero (n. 1806)
- 1876 - Raimondo Boucheron, compositore e musicologo italiano (n. 1800)
- 1876 - Michele Martino Fardella, patriota e politico italiano (n. 1826)
- 1879 - Hortense Allart, scrittrice e saggista francese (n. 1801)
- 1882 - John Thomas Romney Robinson, fisico, astronomo e meteorologo irlandese (n. 1792)
- 1883 - Alejandro Arango y Escandón, avvocato, patriota e scrittore messicano (n. 1821)
- 1883 - Louis-Adolphe Bertillon, statistico, medico e antropologo francese (n. 1821)
- 1884 - Alessandro Biagi, pianista e compositore italiano (n. 1819)
- 1884 - Giovanni Battista Fauché, patriota italiano (n. 1815)
- 1884 - Andon Bedros IX Hassoun, cardinale e patriarca cattolico armeno (n. 1809)
- 1886 - Charles Jacques Édouard Morren, illustratore e botanico belga (n. 1833)
- 1887 - Caterina Franceschi Ferrucci, scrittrice, poetessa e patriota italiana (n. 1803)
- 1887 - Ludovico Jacobini, cardinale italiano (n. 1832)
- 1888 - Antonio Musch, compositore, organista e presbitero austriaco (n. 1809)
- 1891 - George Hearst, imprenditore e politico statunitense (n. 1820)
- 1891 - Giovanni Morelli, storico dell'arte e politico italiano (n. 1816)
- 1891 - Sanjō Sanetomi, politico giapponese (n. 1837)
- 1892 - George Washington Cullum, militare statunitense (n. 1809)
- 1896 - Ante Starčević, politico croato (n. 1823)
- 1898 - Alessandro Rossi, imprenditore e politico italiano (n. 1819)
- 1899 - György Apponyi, politico e diplomatico ungherese (n. 1808)

## XX secolo(289)
- 1901 - William Maxwell Evarts, politico, avvocato e statistico statunitense (n. 1818)
- 1902 - Kazimiera Zawistowska, poetessa e traduttrice polacca (n. 1870)
- 1903 - Girolamo De Rada, scrittore, poeta e pubblicista italiano (n. 1814)
- 1903 - Laureano Figuerola, economista e politico spagnolo (n. 1816)
- 1903 - Emily Warren Roebling, ingegnera statunitense (n. 1843)
- 1904 - Wolfango Pietro Parolari, architetto e ingegnere italiano (n. 1815)
- 1905 - Alfonso Garovaglio, archeologo italiano (n. 1820)
- 1905 - Clément Juglar, medico e statistico francese (n. 1819)
- 1905 - Costantino Parravano, compositore italiano (n. 1841)
- 1906 - Emanuele Borromeo, nobile, politico e militare italiano (n. 1821)
- 1906 - Marin Drinov, storico bulgaro (n. 1838)
- 1906 - Viktor Aleksandrovič Krylov, drammaturgo, critico teatrale e librettista russo (n. 1838)
- 1906 - David N. Wotherspoon, calciatore scozzese (n. 1849)
- 1906 - Mihály Zichy, pittore, disegnatore e nobile ungherese (n. 1827)
- 1907 - Mathias-Marie Duval, anatomista francese (n. 1844)
- 1907 - Henry Montague Hozier, ufficiale inglese (n. 1838)
- 1907 - Henry Vasnier, collezionista d'arte francese (n. 1832)
- 1908 - Pat Garrett, statunitense (n. 1850)
- 1908 - Pauline Lucca, soprano austriaco (n. 1841)
- 1909 - Alfred von Kraus, poliziotto austriaco (n. 1824)
- 1909 - Henriëtte Ronner-Knip, pittrice belga (n. 1821)
- 1911 - Auguste Angellier, poeta francese (n. 1848)
- 1911 - Ida Baccini, giornalista e scrittrice italiana (n. 1850)
- 1912 - Alessandro Codivilla, medico e chirurgo italiano (n. 1861)
- 1912 - Gerardo Meloni, orientalista italiano (n. 1882)
- 1913 - Leaf Daniell, schermidore britannico (n. 1877)
- 1913 - George Finnegan, pugile statunitense (n. 1881)
- 1914 - Georg Joachimsthal, medico e chirurgo tedesco (n. 1863)
- 1915 - Anatole De Baudot, architetto francese (n. 1834)
- 1915 - Ernst Höpfner, filologo e educatore tedesco (n. 1836)
- 1915 - Edmond Wallace, schermidore francese (n. 1876)
- 1916 - Henry James, scrittore e critico letterario statunitense (n. 1843)
- 1918 - Guglielmo Talamini, pittore italiano (n. 1867)
- 1919 - Enrico Cavalli, pittore italiano (n. 1849)
- 1919 - Natalino Guillaume, attore e regista italiano (n. 1888)
- 1919 - Fulcieri Paulucci di Calboli, militare italiano (n. 1893)
- 1920 - Camillo Bozzolo, patologo e politico italiano (n. 1845)
- 1920 - Ludwig Rubiner, scrittore e traduttore tedesco (n. 1881)
- 1921 - Giovanni Berta, attivista italiano (n. 1894)
- 1921 - Luigi Corradi, ingegnere italiano (n. 1848)
- 1922 - Clemente Mapelli, patriota italiano (n. 1843)
- 1923 - George Samson, militare britannico (n. 1889)
- 1924 - Mario Lamberti, generale e politico italiano (n. 1840)
- 1924 - Antonio Piccinini, politico e sindacalista italiano (n. 1884)
- 1925 - Friedrich Ebert, politico tedesco (n. 1871)
- 1925 - Imre Rokken, calciatore ungherese (n. 1903)
- 1926 - Alphonse Louis Nicolas Borrelly, astronomo francese (n. 1842)
- 1926 - Giulio Branca, scultore italiano (n. 1850)
- 1926 - Giovanni Cagliero, cardinale, arcivescovo cattolico e compositore italiano (n. 1838)
- 1926 - Gustav Otto, imprenditore, ingegnere e aviatore tedesco (n. 1883)
- 1927 - Walter Congreve, generale britannico (n. 1862)
- 1927 - Luke Fildes, pittore e illustratore inglese (n. 1843)
- 1927 - Ludwig von Zumbusch, illustratore e disegnatore tedesco (n. 1861)
- 1928 - Oscar Chajes, scacchista statunitense (n. 1873)
- 1929 - Augusto Battaglieri, avvocato e politico italiano (n. 1854)
- 1929 - Vespasiano Bignami, pittore, scrittore e poeta italiano (n. 1841)
- 1929 - Clemens von Pirquet, pediatra austriaco (n. 1874)
- 1930 - Carlo Frati, bibliotecario italiano (n. 1863)
- 1930 - Charles Kenneth Scott Moncrieff, scrittore e traduttore britannico (n. 1889)
- 1931 - Eugène Béjot, incisore e pittore francese (n. 1867)
- 1931 - Jetze Doorman, schermidore olandese (n. 1881)
- 1932 - Zoltán Ambrus, letterato ungherese (n. 1861)
- 1932 - Guillaume Bigourdan, astronomo francese (n. 1851)
- 1933 - Lilla Cabot Perry, pittrice statunitense (n. 1848)
- 1934 - William Barlow, mineralogista inglese (n. 1845)
- 1934 - Egidio Boccuzzi, ingegnere italiano (n. 1866)
- 1935 - Paul Robert Hickel, botanico francese (n. 1865)
- 1935 - Giovanni Mariotti, politico e archeologo italiano (n. 1850)
- 1935 - Giuseppe Tacchella, matematico italiano (n. 1892)
- 1935 - Tsubouchi Shōyō, scrittore, drammaturgo e traduttore giapponese (n. 1859)
- 1936 - Giuseppe Arena, militare italiano (n. 1899)
- 1936 - Daniel Brottier, presbitero francese (n. 1872)
- 1936 - Karl Moser, architetto svizzero (n. 1860)
- 1936 - Kamala Nehru, attivista indiana (n. 1899)
- 1936 - Charles Jules Henri Nicolle, medico e biologo francese (n. 1866)
- 1937 - Roberto Zileri Dal Verme, politico italiano (n. 1858)
- 1938 - Louis Bonneau, generale francese (n. 1851)
- 1938 - Ettore De Maria Bergler, pittore italiano (n. 1850)
- 1939 - Edward Colebrooke, I barone Colebrooke, politico inglese (n. 1861)
- 1939 - Michael Zeno Diemer, pittore tedesco (n. 1867)
- 1939 - Paul von Rohden, insegnante tedesco (n. 1862)
- 1940 - Alexandre Besredka, biologo e immunologo ucraino (n. 1870)
- 1940 - Arnold Dolmetsch, musicista francese (n. 1858)
- 1940 - Emmanuel Hanisch, missionario e vescovo cattolico tedesco (n. 1882)
- 1941 - Alfonso XIII di Spagna, sovrano spagnolo (n. 1886)
- 1941 - Arturo Beretta, medico italiano (n. 1876)
- 1941 - Giberto Borromeo Arese, nobile, dirigente d'azienda e politico italiano (n. 1859)
- 1941 - Giacomo Brunengo, militare italiano (n. 1911)
- 1941 - Jane Hading, attrice teatrale francese (n. 1859)
- 1941 - Lucien Mérignac, schermidore francese (n. 1873)
- 1942 - Gino Alfani, politico italiano (n. 1866)
- 1942 - Karel Doorman, ammiraglio e militare olandese (n. 1889)
- 1942 - Eugène Lacomblé, militare olandese (n. 1896)
- 1942 - Giuseppe Ferdinando d'Asburgo-Lorena, nobile (n. 1872)
- 1943 - Giovanni Celeste, militare italiano (n. 1905)
- 1943 - Fausto Lavizzari, militare e geografo italiano (n. 1893)
- 1943 - Leonhard Hess Stejneger, zoologo norvegese (n. 1851)
- 1944 - Alfred Beamish, tennista britannico (n. 1879)
- 1944 - Giovanni Rossi, partigiano italiano (n. 1913)
- 1944 - Sof'ja Sergeevna Meščerskaja, nobildonna e filantropa russa (n. 1851)
- 1945 - Rudolf Breslauer, fotografo tedesco (n. 1903)
- 1945 - Paolo Davoli, partigiano, attivista e antifascista italiano (n. 1900)
- 1945 - Kálmán Kánya, politico ungherese (n. 1869)
- 1945 - Mino Steiner, avvocato italiano (n. 1909)
- 1945 - Vincenzo Stimolo, militare, partigiano e agente segreto italiano (n. 1911)
- 1945 - Walter Süskind, tedesco (n. 1906)
- 1946 - Vladimir Ivanovič Bel'skij, poeta e librettista russo (n. 1866)
- 1946 - Guido Corni, imprenditore italiano (n. 1883)
- 1946 - Béla Imrédy, politico ungherese (n. 1891)
- 1946 - Giuseppe Salvago Raggi, diplomatico italiano (n. 1866)
- 1948 - Gerhard Flesch, agente segreto tedesco (n. 1909)
- 1948 - Zhou Fohai, politico cinese (n. 1897)
- 1949 - Kenneth Morgan, attore inglese (n. 1920)
- 1950 - Tommaso Costantino, schermidore italiano (n. 1885)
- 1951 - Giulio Cavina, sindacalista e politico italiano (n. 1888)
- 1951 - Giannina Russ, soprano italiano (n. 1873)
- 1951 - Henry Taylor, nuotatore britannico (n. 1885)
- 1951 - Bruno Tognana, calciatore italiano (n. 1907)
- 1952 - Aziza Amir, attrice e produttrice cinematografica egiziana (n. 1901)
- 1952 - Albert Forster, politico e generale tedesco (n. 1902)
- 1953 - Hellmuth Becker, generale tedesco (n. 1902)
- 1953 - Kristo Sotiri, architetto e ingegnere albanese (n. 1870)
- 1953 - Emilio Veggetti, politico e letterato italiano (n. 1877)
- 1954 - Olga Gorgoni, attrice italiana (n. 1922)
- 1954 - Salvatore Italia, politico e avvocato italiano (n. 1896)
- 1954 - Raffaele Recca, politico italiano (n. 1900)
- 1955 - Gaetano Cutore, medico e anatomista italiano (n. 1869)
- 1955 - Donatello Gabbrielli, scultore italiano (n. 1884)
- 1955 - Josiah Ritchie, tennista britannico (n. 1870)
- 1955 - Gavriil Konstantinovič Romanov, nobile russo (n. 1887)
- 1956 - Carlo Gnocchi, presbitero, educatore e attivista italiano (n. 1902)
- 1956 - W. Howard Greene, direttore della fotografia statunitense (n. 1895)
- 1956 - Frigyes Riesz, matematico ungherese (n. 1880)
- 1958 - Alberto Marcovecchio, calciatore argentino (n. 1893)
- 1959 - Maxwell Anderson, scrittore statunitense (n. 1888)
- 1959 - Angelo Bartolomasi, arcivescovo cattolico e militare italiano (n. 1869)
- 1959 - Mack Gordon, compositore e paroliere statunitense (n. 1904)
- 1960 - Giuseppe Brega, architetto italiano (n. 1877)
- 1960 - Alberto Nicola Gualano, magistrato statunitense (n. 1868)
- 1960 - Francesco Marchini Camia, politico italiano (n. 1891)
- 1960 - Carlo Ponte, lottatore italiano (n. 1890)
- 1962 - Osvaldo Sanini, giornalista, poeta e scrittore italiano (n. 1874)
- 1962 - Louis Wilke, allenatore di pallacanestro, allenatore di football americano e dirigente sportivo statunitense (n. 1896)
- 1963 - Rajendra Prasad, politico indiano (n. 1884)
- 1963 - Eppa Rixey, giocatore di baseball statunitense (n. 1891)
- 1963 - Luigi Segre, imprenditore, ingegnere e pilota automobilistico italiano (n. 1919)
- 1964 - Karl Koch, botanico tedesco (n. 1875)
- 1964 - Gus Lesnevich, pugile statunitense (n. 1915)
- 1964 - Timmy Mayer, pilota automobilistico statunitense (n. 1938)
- 1965 - Siro Montanari, calciatore italiano (n. 1900)
- 1965 - Adolf Schärf, politico austriaco (n. 1890)
- 1966 - Charles Bassett, astronauta statunitense (n. 1931)
- 1966 - Leonardo Cominotto, pittore italiano (n. 1898)
- 1966 - Elliot See, astronauta statunitense (n. 1927)
- 1967 - Cezaria Anna Baudouin de Courtenay Ehrenkreutz-Jędrzejewiczowa, scienziata, storica dell'arte e antropologa polacca (n. 1885)
- 1967 - Dick Keith, calciatore nordirlandese (n. 1933)
- 1967 - Henry Robinson Luce, giornalista e editore statunitense (n. 1898)
- 1967 - Péter Tóth, schermidore ungherese (n. 1882)
- 1968 - Giuseppe Carrieri, poeta, avvocato e giornalista italiano (n. 1886)
- 1968 - Juanita Hall, attrice e cantante statunitense (n. 1901)
- 1968 - Doretta Morrow, attrice, cantante e ballerina statunitense (n. 1927)
- 1968 - Horst Schade, calciatore tedesco (n. 1922)
- 1968 - Nikolaj Nikolaevič Voronov, generale sovietico (n. 1899)
- 1969 - Otto Fahr, nuotatore tedesco (n. 1892)
- 1969 - Martin Stahnke, canottiere tedesco (n. 1888)
- 1969 - Gustavo Testa, cardinale e arcivescovo cattolico italiano (n. 1886)
- 1969 - Einer Ulrich, tennista, calciatore e arbitro di calcio danese (n. 1896)
- 1970 - Norbert Brodine, direttore della fotografia statunitense (n. 1896)
- 1970 - Adolfo Infante, generale italiano (n. 1891)
- 1970 - Luigi Menegazzoli, compositore e organista italiano (n. 1880)
- 1970 - Teofilo Spasojević, calciatore jugoslavo (n. 1909)
- 1971 - Paul Bader, generale tedesco (n. 1883)
- 1971 - Pierino Gabetti, sollevatore italiano (n. 1904)
- 1971 - Paul de Kruif, microbiologo, scrittore e divulgatore scientifico statunitense (n. 1890)
- 1971 - Mario Mangini, commediografo, sceneggiatore e regista teatrale italiano (n. 1899)
- 1971 - Alberto Merciai, calciatore italiano (n. 1900)
- 1971 - Hans Müller, scacchista austriaco (n. 1896)
- 1972 - Frederick Boylstein, pugile statunitense (n. 1902)
- 1973 - Juste Brouzes, calciatore francese (n. 1894)
- 1973 - Donald Reed, attore messicano (n. 1901)
- 1973 - Cecil Kellaway, attore britannico (n. 1893)
- 1973 - Andrej Kostričkin, attore sovietico (n. 1901)
- 1973 - Terig Tucci, compositore, violinista e pianista argentino (n. 1897)
- 1973 - Józef Unrug, ammiraglio polacco (n. 1884)
- 1974 - Oreste Bonomelli, giornalista e politico italiano (n. 1888)
- 1974 - Eliodoro Coccoli, pittore e decoratore italiano (n. 1880)
- 1974 - Russell Harlan, direttore della fotografia statunitense (n. 1903)
- 1975 - Adriano Lanza, pentatleta italiano (n. 1884)
- 1976 - Antonio De Miguel, calciatore argentino (n. 1899)
- 1976 - Väinö Penttala, lottatore finlandese (n. 1897)
- 1976 - Thomas Roberts, arcivescovo cattolico britannico (n. 1893)
- 1976 - Zofia Stryjeńska, pittrice, illustratrice e scenografa polacca (n. 1891)
- 1976 - Jozéf Wittlin, scrittore polacco (n. 1896)
- 1977 - Eddie "Rochester" Anderson, attore statunitense (n. 1905)
- 1977 - Paul Lemmerz, imprenditore tedesco (n. 1907)
- 1978 - Philip Ahn, attore statunitense (n. 1905)
- 1978 - Zara Cully, attrice statunitense (n. 1892)
- 1978 - Consuelo Kanaga, fotografa e scrittrice statunitense (n. 1894)
- 1978 - Eric Frank Russell, autore di fantascienza britannico (n. 1905)
- 1978 - Stevan Tommei, calciatore italiano (n. 1912)
- 1979 - Paul Alverdes, scrittore tedesco (n. 1897)
- 1979 - Aldo Giuseppe Borel, allenatore di calcio e calciatore italiano (n. 1912)
- 1979 - Aristide Coscia, calciatore e allenatore di calcio italiano (n. 1918)
- 1980 - Piero Bargellini, scrittore, politico e dirigente pubblico italiano (n. 1897)
- 1980 - Costante Bonazza, calciatore italiano (n. 1924)
- 1980 - Gianni Comino, alpinista italiano (n. 1952)
- 1980 - Pim Goff, cestista, giocatore di baseball e allenatore di pallacanestro statunitense (n. 1912)
- 1980 - Jadwiga Jędrzejowska, tennista polacca (n. 1912)
- 1981 - André Devaux, velocista francese (n. 1894)
- 1981 - Virginia Huston, attrice statunitense (n. 1925)
- 1981 - Albin Lesky, filologo classico e grecista austriaco (n. 1896)
- 1981 - Urban Charles Joseph Murphy, vescovo cattolico e missionario irlandese (n. 1919)
- 1982 - Anacleto Bendazzi, presbitero e enigmista italiano (n. 1883)
- 1982 - Vincenzo Pernicone, filologo, lessicografo e italianista italiano (n. 1903)
- 1983 - Winifred Atwell, pianista, compositrice e musicista britannica (n. 1914)
- 1983 - Jan Birkelund, calciatore norvegese (n. 1950)
- 1984 - Taha Baqir, storico, linguista e archeologo iracheno (n. 1912)
- 1984 - Spartaco Cesaretti, tiratore a segno sammarinese (n. 1921)
- 1984 - Cornelius Chitsulo, vescovo cattolico malawiano (n. 1909)
- 1985 - Ferdinand Alquié, filosofo francese (n. 1906)
- 1985 - Charita Bauer, attrice televisiva statunitense (n. 1922)
- 1985 - David Byron, cantante britannico (n. 1947)
- 1986 - Robbie Basho, cantautore e chitarrista statunitense (n. 1940)
- 1986 - Michel Brusseaux, calciatore e allenatore di calcio francese (n. 1913)
- 1986 - William Dollar, ballerino, coreografo e insegnante statunitense (n. 1907)
- 1986 - Laura Z. Hobson, scrittrice statunitense (n. 1900)
- 1986 - David J. Impastato, neurologo e psichiatra italiano (n. 1903)
- 1986 - Kenneth MacCorquodale, psicologo statunitense (n. 1919)
- 1986 - Olof Palme, politico svedese (n. 1927)
- 1987 - Joan Greenwood, attrice britannica (n. 1921)
- 1987 - Nora Kaye, ballerina, coreografa e produttrice cinematografica statunitense (n. 1920)
- 1987 - Anny Ondra, attrice ceca (n. 1902)
- 1988 - Asakazu Nakai, direttore della fotografia giapponese (n. 1901)
- 1988 - Mikha'il Nu'ayma, scrittore e poeta libanese (n. 1889)
- 1988 - Jørgen Fryd Petersen, sollevatore danese (n. 1925)
- 1988 - Vincenzo Celli, ballerino, coreografo e insegnante statunitense (n. 1900)
- 1989 - Bernard Brodie, chimico inglese (n. 1907)
- 1989 - Aurélio Buarque de Holanda Ferreira, lessicografo, linguista e traduttore brasiliano (n. 1910)
- 1989 - Hermann Burger, scrittore svizzero (n. 1942)
- 1989 - Josef Epp, calciatore e allenatore di calcio austriaco (n. 1920)
- 1989 - Mario Nigro, giurista italiano (n. 1912)
- 1989 - Pak Se-yong, poeta e politico nordcoreano (n. 1902)
- 1989 - Tirumalai Krishnamacharya, insegnante indiano (n. 1888)
- 1990 - Emma Cesarskaja, attrice sovietica (n. 1909)
- 1990 - Mario Craveri, direttore della fotografia e regista italiano (n. 1902)
- 1990 - David Prichard, chitarrista statunitense (n. 1963)
- 1990 - Greville Wynne, britannico (n. 1919)
- 1991 - Reinhard Bendix, sociologo tedesco (n. 1916)
- 1991 - Pietro Cimatti, poeta, scrittore e pittore italiano (n. 1929)
- 1991 - Wassily Hoeffding, statistico finlandese (n. 1914)
- 1991 - Francesco Giuseppe del Liechtenstein, principe liechtensteinese (n. 1962)
- 1991 - Sante Monachesi, artista, pittore e scultore italiano (n. 1910)
- 1992 - Mevhibe Inönü, turca (n. 1897)
- 1992 - Bolesław Orliński, aviatore e militare polacco (n. 1899)
- 1992 - Enzo Pulcrano, attore e pugile italiano (n. 1943)
- 1993 - Franco Brusati, regista, sceneggiatore e commediografo italiano (n. 1922)
- 1993 - Ishirō Honda, regista, produttore cinematografico e sceneggiatore giapponese (n. 1911)
- 1993 - Joyce Carey, attrice inglese (n. 1898)
- 1993 - Ruby Keeler, attrice e cantante statunitense (n. 1909)
- 1993 - Ilkka Koski, pugile finlandese (n. 1928)
- 1994 - Pujie, principe cinese (n. 1907)
- 1994 - Olivier Alain, organista, pianista e compositore francese (n. 1918)
- 1994 - Piero Bortoletto, allenatore di calcio e calciatore italiano (n. 1922)
- 1994 - Jean Gottmann, geografo francese (n. 1915)
- 1994 - Enrico Maria Salerno, attore, doppiatore e regista italiano (n. 1926)
- 1994 - Giangaetano Vacchini, arbitro di calcio italiano (n. 1932)
- 1995 - Remo Mosa, bobbista italiano (n. 1930)
- 1995 - Max Rudolf, direttore d'orchestra tedesco (n. 1902)
- 1996 - George Campbell Tinning, pittore e illustratore canadese (n. 1910)
- 1996 - Robert Kühner, micologo francese (n. 1903)
- 1996 - Gino Picciotto, politico italiano (n. 1917)
- 1996 - Maximilien Rubel, filosofo e politologo austriaco (n. 1905)
- 1996 - Bill Smith, giocatore di poker statunitense (n. 1934)
- 1997 - Osvaldo Bailo, ciclista su strada italiano (n. 1912)
- 1997 - Josef Hantych, sollevatore cecoslovacco (n. 1911)
- 1997 - Giuseppe Migneco, pittore italiano (n. 1903)
- 1998 - Todd Duncan, baritono statunitense (n. 1913)
- 1998 - Elsy Jacobs, ciclista su strada e pistard lussemburghese (n. 1933)
- 1998 - Dermot Morgan, comico e attore irlandese (n. 1952)
- 1998 - Antonio Quarracino, cardinale e arcivescovo cattolico italiano (n. 1923)
- 1999 - Bing Xin, scrittrice e poetessa cinese (n. 1900)
- 1999 - Renato Gozzi, politico italiano (n. 1915)
- 1999 - Fritz Harnest, pittore e grafico tedesco (n. 1905)
- 1999 - Renzo Orvieto, pittore, scultore e partigiano italiano (n. 1922)
- 1999 - Bill Talbert, tennista statunitense (n. 1918)
- 1999 - Hiroshi Tsutsui, musicista e compositore giapponese (n. 1935)
- 2000 - Jean Vallette d'Osia, militare e partigiano francese (n. 1898)
- 2000 - Amedeo Zambon, tenore italiano (n. 1934)
- 2000 - Joseph de Finance, presbitero, filosofo e teologo francese (n. 1904)

## XXI secolo(127)
- 2001 - Mario Ludovico Bergara, calciatore uruguaiano (n. 1937)
- 2001 - Domenico Carpanini, politico italiano (n. 1953)
- 2001 - Stan Cullis, allenatore di calcio e calciatore inglese (n. 1916)
- 2001 - Charles Pozzi, pilota automobilistico francese (n. 1909)
- 2002 - Helmut Zacharias, violinista, compositore e conduttore televisivo tedesco (n. 1920)
- 2002 - Úlfar Þórðarson, pallanuotista islandese (n. 1911)
- 2003 - Albert Batteux, calciatore e allenatore di calcio francese (n. 1919)
- 2003 - Chris Brasher, siepista, orientista e giornalista britannico (n. 1928)
- 2003 - Dinos Dimopoulos, sceneggiatore, regista e regista teatrale greco (n. 1921)
- 2003 - Elio Lotti, cantante italiano (n. 1921)
- 2003 - Pete Millar, fumettista e illustratore statunitense (n. 1929)
- 2003 - Marzio Morocutti, calciatore svizzero (n. 1973)
- 2003 - Fidel Sánchez Hernández, generale e politico salvadoregno (n. 1917)
- 2003 - Wladimiro Tulli, pittore italiano (n. 1922)
- 2004 - Francisco Arencibia, calciatore cubano (n. 1912)
- 2004 - Daniel J. Boorstin, storico, docente e saggista statunitense (n. 1914)
- 2004 - Carmen Laforet, scrittrice spagnola (n. 1921)
- 2004 - Otto Steidle, architetto tedesco (n. 1943)
- 2004 - Edmondo Tieghi, attore italiano (n. 1930)
- 2004 - Angie Turner King, chimica e matematica statunitense (n. 1905)
- 2005 - Evgenij Alekseev, cestista e allenatore di pallacanestro sovietico (n. 1919)
- 2005 - Pietro Ardito, disegnatore, vignettista e pittore italiano (n. 1919)
- 2005 - Giovanni Invernizzi, calciatore e allenatore di calcio italiano (n. 1931)
- 2005 - Mario Luzi, poeta, drammaturgo e critico letterario italiano (n. 1914)
- 2005 - Giuseppe Manfredi, politico italiano (n. 1926)
- 2005 - Umberto Manfrin, fumettista italiano (n. 1927)
- 2005 - Oberdan Troiani, direttore della fotografia italiano (n. 1917)
- 2006 - Alberto Amato, cantante e attore italiano (n. 1912)
- 2006 - Owen Chamberlain, fisico statunitense (n. 1920)
- 2007 - Julian Budden, musicologo e critico musicale inglese (n. 1924)
- 2007 - Charles Forte, imprenditore britannico (n. 1908)
- 2007 - Alexander King, imprenditore britannico (n. 1909)
- 2007 - Maria Adelaide di Lussemburgo, principessa lussemburghese (n. 1924)
- 2007 - José Quaglio, attore e regista italiano (n. 1923)
- 2007 - Arthur M. Schlesinger Jr., storico e saggista statunitense (n. 1917)
- 2007 - Billy Thorpe, cantautore australiano (n. 1946)
- 2007 - Giorgio Tosatti, giornalista e opinionista italiano (n. 1937)
- 2008 - William Buckley, saggista, giornalista e conduttore televisivo statunitense (n. 1925)
- 2008 - Gérard Calvet, abate francese (n. 1927)
- 2008 - Ferenc Pinter, illustratore e pittore italiano (n. 1931)
- 2008 - Mike Smith, musicista e produttore discografico britannico (n. 1943)
- 2009 - Paul Harvey, conduttore radiofonico statunitense (n. 1918)
- 2009 - Corrado Mangione, logico, storico della filosofia e curatore editoriale italiano (n. 1930)
- 2009 - Miguel Serrano, esoterista, scrittore e diplomatico cileno (n. 1917)
- 2010 - Juozas Aputis, scrittore lituano (n. 1936)
- 2010 - Martin Benson, attore britannico (n. 1918)
- 2010 - Ninì Grassia, regista e sceneggiatore italiano (n. 1944)
- 2010 - Eugene Greytak, attore statunitense (n. 1925)
- 2010 - Chūshirō Hayashi, astrofisico e astronomo giapponese (n. 1920)
- 2010 - Carlos Montemayor, scrittore e attivista messicano (n. 1947)
- 2010 - Jorge Villamil, compositore colombiano (n. 1929)
- 2011 - Netiva Ben-Yehuda, scrittrice israeliana (n. 1928)
- 2011 - Carlo Bixio, produttore televisivo italiano (n. 1941)
- 2011 - Gaetano Di Marino, politico italiano (n. 1922)
- 2011 - Annie Girardot, attrice francese (n. 1931)
- 2011 - Emmy, cantante albanese (n. 1989)
- 2011 - Jane Russell, attrice e modella statunitense (n. 1921)
- 2011 - Gian Tommaso Scarascia Mugnozza, agronomo italiano (n. 1925)
- 2011 - Jan van Schijndel, calciatore olandese (n. 1927)
- 2011 - Aracy de Carvalho, funzionaria e diplomatica brasiliana (n. 1908)
- 2012 - Jaime Graça, calciatore portoghese (n. 1942)
- 2012 - Anders Kulläng, pilota di rally svedese (n. 1943)
- 2013 - Theo Bos, allenatore di calcio e calciatore olandese (n. 1965)
- 2013 - Donald Glaser, fisico statunitense (n. 1926)
- 2013 - Jean Marcel Honoré, cardinale e arcivescovo cattolico francese (n. 1920)
- 2013 - Jean Van Steen, calciatore belga (n. 1929)
- 2014 - Kevon Carter, calciatore trinidadiano (n. 1983)
- 2014 - Ruth Frith, discobola, giavellottista e martellista australiana (n. 1909)
- 2014 - Michio Mado, poeta giapponese (n. 1909)
- 2014 - Terry Rand, cestista statunitense (n. 1934)
- 2014 - Karl Anton Rickenbacher, direttore d'orchestra svizzero (n. 1940)
- 2015 - Clifford Edmund Bosworth, storico, iranista e arabista britannico (n. 1928)
- 2015 - Yaşar Kemal, scrittore e giornalista turco (n. 1923)
- 2015 - Ezra Laderman, compositore statunitense (n. 1924)
- 2015 - Anthony Mason, cestista statunitense (n. 1966)
- 2015 - Gigi Vesigna, giornalista italiano (n. 1932)
- 2015 - Carel Visser, artista e scultore olandese (n. 1928)
- 2016 - Frank Kelly, attore e comico irlandese (n. 1938)
- 2016 - George Kennedy, attore statunitense (n. 1925)
- 2016 - Raúl Sánchez, calciatore cileno (n. 1933)
- 2017 - Svetlana Karpinskaja, attrice sovietica (n. 1937)
- 2017 - Leone Di Lernia, cantautore e conduttore radiofonico italiano (n. 1938)
- 2017 - Vladimir Petrov, hockeista su ghiaccio sovietico (n. 1947)
- 2018 - Tiziano Granata, poliziotto italiano (n. 1978)
- 2018 - Rogelio Guerra, attore e doppiatore messicano (n. 1936)
- 2018 - Pierre Milza, storico francese (n. 1932)
- 2018 - Vittorio Paltrinieri, compositore, pianista e cantante italiano (n. 1924)
- 2018 - Angela Ricci Lucchi, regista e pittrice italiana (n. 1942)
- 2019 - María Ignacia Benítez, politica e ingegnera cilena (n. 1958)
- 2019 - Jim Fritsche, cestista e allenatore di pallacanestro statunitense (n. 1931)
- 2019 - Joe Girard, statunitense (n. 1928)
- 2019 - André Previn, pianista, direttore d'orchestra e compositore tedesco (n. 1929)
- 2019 - Elliot Griffin Thomas, vescovo cattolico statunitense (n. 1926)
- 2020 - Mario Alessi, diplomatico e giornalista italiano (n. 1931)
- 2020 - Freeman Dyson, fisico e matematico britannico (n. 1923)
- 2020 - Hennadij Pavlovyč Kuz'min, scacchista ucraino (n. 1946)
- 2020 - Teresa Machado, discobola e pesista portoghese (n. 1969)
- 2020 - Stig-Göran Myntti, calciatore finlandese (n. 1925)
- 2021 - Milan Bandić, politico croato (n. 1955)
- 2021 - Irv Cross, giocatore di football americano statunitense (n. 1939)
- 2021 - Bernard Guyot, ciclista su strada e pistard francese (n. 1945)
- 2021 - William Liller, astronomo statunitense (n. 1927)
- 2021 - Anna Majani, imprenditrice e politica italiana (n. 1936)
- 2021 - Louis Nix III, giocatore di football americano statunitense (n. 1991)
- 2021 - Glenn Roeder, calciatore e allenatore di calcio inglese (n. 1955)
- 2021 - Yusuf Shʿaban, attore egiziano (n. 1931)
- 2022 - Stepan Ciobanu, aviatore e militare ucraino (n. 1963)
- 2022 - Christopher Mallaby, diplomatico inglese (n. 1936)
- 2022 - Paolo Antonio Martini, architetto italiano (n. 1943)
- 2022 - Riccardo Scarcia, filologo classico e latinista italiano (n. 1938)
- 2022 - Andrej Suchoveckij, generale e paracadutista russo (n. 1974)
- 2022 - Paolo Turco, attore, doppiatore e direttore del doppiaggio italiano (n. 1948)
- 2023 - Adriana Ambesi, attrice italiana (n. 1940)
- 2023 - Yvonne Constant, attrice, cantante e ballerina francese (n. 1930)
- 2023 - Pelayo Novo García, calciatore spagnolo (n. 1990)
- 2024 - Jean Allison, attrice statunitense (n. 1929)
- 2024 - Victoria Catlin, attrice statunitense (n. 1952)
- 2024 - Vladimir Daniljuk, calciatore sovietico (n. 1947)
- 2024 - Giancarlo Laurini, politico italiano (n. 1938)
- 2024 - Luis Molteni, attore italiano (n. 1950)
- 2024 - Evaristo Principe, scrittore e saggista italiano (n. 1940)
- 2024 - Nikolaj Ivanovič Ryžkov, politico e ufficiale russo (n. 1929)
- 2024 - Virgil, wrestler statunitense (n. 1951)
- 2025 - Petre Brănișteanu, cestista rumeno (n. 1959)
- 2025 - David Johansen, cantante statunitense (n. 1950)
- 2025 - Joseph Wambaugh, scrittore, poliziotto e militare statunitense (n. 1937)
- 2025 - Mary Williams, cestista statunitense (n. 1950)

## Senza anno specificato(1)
- Gottifredo, vescovo cattolico italiano